# Anna porosz hercegnő (1836–1918)
Anna porosz hercegnő, férjezett Anna hessen–kasseli hercegné (németül: Prinzessin Anna von Preußen, Landgräfin von Hessen-Kassel, teljes nevén Maria Anna Friederike; Berlin, 1836. március 17. – Frankfurt am Main, 1918. június 12.) porosz hercegnő, házassága révén hessen–kassel–rumpenheimi hercegné, Hessen–Rumpenheim őrgrófnéja és Hessen–Kassel címzetes őrgrófnéja.

## Élete

### Származása és ifjúkora
Anna porosz hercegnő 1836. március 17-én jött világra a porosz fővárosban Károly porosz királyi herceg (1801–18883) és Mária szász–weimar–eisenachi hercegnő (1808–1877) harmadik, utolsó gyermekeként és egyben második leányaként. Édesapja híres műgyűjtő és bőkezű mecénás volt, családjának több palotát építtetett és egy parkot is létrehozott. Édesanyja anyai ágról az orosz cári családból származott, gyermekként a kor kulturális fővárosában, a weimari udvarban nevelkedett.
A hercegnő viszonylag szabad szellemű, gazdag kulturális környezetben nőtt fel. A porosz uralkodócsalád hagyományainak megfelelően protestáns oktatásban részesült, vallási nevelésével Ludwig August Bollert tábori prépostot bízták meg. A fiatal leánnyá serdülő Anna hercegnő elismert szépségnek számított, a porosz udvarban is nagy figyelmet szenteltek neki. Anna hercegnő a művészetek szeretete mellett rajongott a szép ruhákért: híres volt arról, hogy egy-egy báli ruhája olykor még a német császárné öltözékét is túlragyogta.

### Házassága és gyermekei
1852-ben a fővárosba látogató fiatal I. Ferenc József magyar király és osztrák császár feleségül kívánta venni a hercegnőt, minthogy gyengéd érzelmeket táplált irányába. A császár édesanyja, Zsófia osztrák főhercegné egy levelében így írt nővérének, a porosz királynénak: „a boldogság, amely röpke álomként mutatta meg magát és hatást gyakorolt [Ferenc József] szívére – ó, jaj – sokkal erősebb és mélyebb, mint ahogy eleinte gondoltam.” A porosz udvarban azonban sokan ellenezték volna a házasság által létrejövő porosz–osztrák szövetséget, ráadásul a porosz hercegnőt eddigre már eljegyezték. Zsófia főhercegné felszólalt a tervezett házasság ellen, megkérdezve, hogy „van-e bármi halvány esély arra, hogy megakadályozzák ezt a szomorú házasságot, amit ráerőltetnek erre a bájos Annára és ami egyáltalán nem mutat kilátást a boldogságra;” azonban mindhiába.
1853. május 26-án a charlottenburgi kastélyban Anna porosz hercegnő feleségül ment Frigyes Vilmos hessen–kassel–rumpenheimi őrgrófhoz (1820–1884). A hesseni uralkodócsalád rumpenheimi ágából származó, később a kasseli ág trónját is megöröklő őrgróf kilenc évvel azelőtt veszítette el első feleségét, Alekszandra Nyikolajevna orosz nagyhercegnőt. Első felesége és vele együtt koraszülött gyermeke halálát Frigyes Vilmos herceg nem tudta feldolgozni és elfelejteni, második feleségével való kapcsolata a kezdetektől fogva rosszul alakult hat gyermekük születése ellenére is. A boldogtalan házasélettől menekülve a porosz hercegnő művészekkel vette körül magát, körének tagja volt többek között Clara Schumann, Johannes Brahms, Julius Stockhausen és Anton Grigorjevics Rubinstejn. Maga a hercegnő gyönyörűen tudott zongorázni; a hangszeren való játékra Theodor Kullak tanította meg.

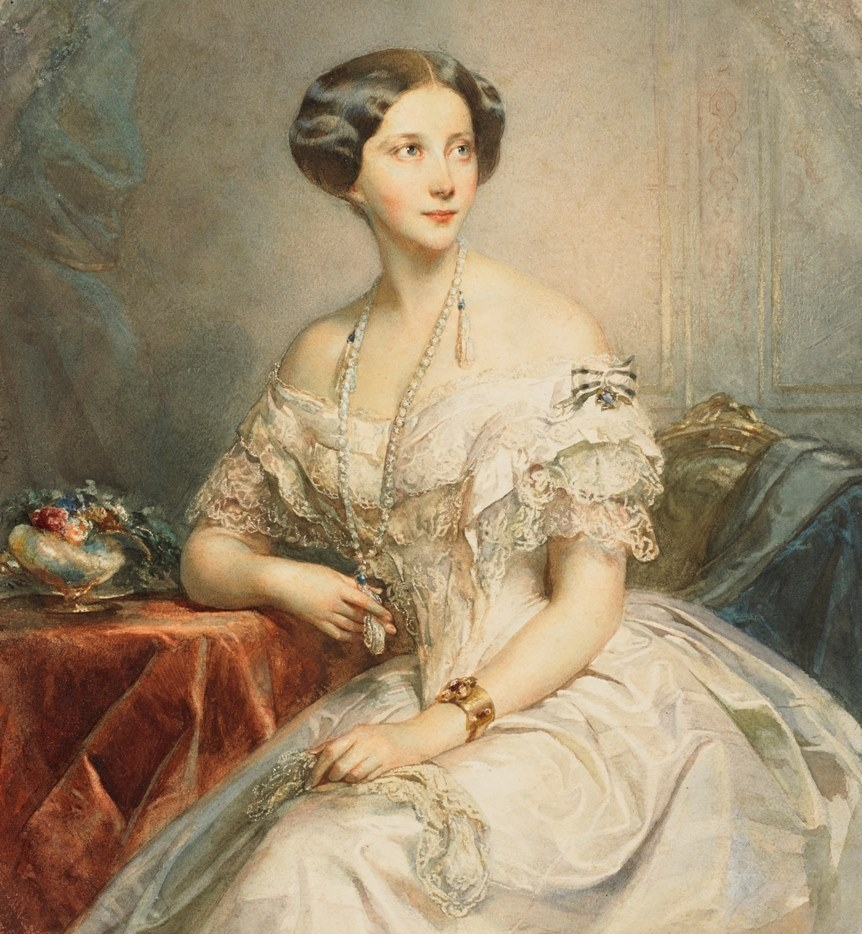
Anna porosz hercegnő

Anna porosz hercegnő és Frigyes hessen–kassel–rumpenheimi herceg házasságából hat gyermek származott:
- Frigyes Vilmos (1854−1888), Hessen–Kassel címzetes őrgrófja, gyermektelenül hunyt el egy hajóút során
- Erzsébet Sarolta (1861−1955), férje Lipót anhalt–dessaui herceg
- Sándor Frigyes (1863–1945), Hessen–Kassel címzetes őrgrófja, felesége báró Gisela Stockhorner von Starheim
- Frigyes Károly (1868−1940), Hessen–Kassel címzetes őrgrófja, Finnország választott királya, felesége Margit porosz királyi hercegnő
- Mária Polixénia (1872–1882), kisgyermekként elhalálozott
- Szibilla Margit (1877–1925), férje báró Friedrich Alexander von Vinke.

A család főként dán földön – minthogy a családfő édesanyja dán hercegnő volt –, a porosz fővárosban, a hesseni uralkodóház kasseli és rumpenheimi ágának kastélyaiban, birtokain élt. 1875-ben Frigyes Vilmos herceg megrendelést adott a Hanau közelében fekvő Philippsruhe-kastély felépítésére, amit időskori otthonként szánt magának és feleségének. A házaspár 1880-ban költözött be a rezidenciába.

### Özvegysége és átkeresztelkedése
A középkorú Anna porosz hercegnőt a sorozatosan elszenvedett csapások fordították egyre inkább a vallásosság felé. A legelső megrázkódtatást második leánya, a tízéves Mária Polixénia halála jelentette 1882-ben. Rövid időn belül egymás után vesztette el férjét, Lipót anhalti herceg személyében a vejét és végül elsőszülött fiát, aki egy egy szingapúri hajóút alkalmával leesett a fedélzetről és vízbe fulladt. Anna hercegnő vallásos érdeklődése a római katolikus egyház felé irányult, ami elsősorban annak köszönhető, hogy 1866-os mainzi látogatása alkalmával megismerkedett báró Wilhelm Emmanuel von Ketteler érsekkel. Az érsek mély benyomást tett a protestánsnak keresztelt hercegnőre. Az özvegy hercegné szívesen időzött az Adolphseck-kastélyban, ami egy mélyen katolikus területen feküdt. A hercegné egyre nagyobb hajlandóságot mutatott a katolikus egyház felé, ami ahhoz vezetett, hogy Viktor Thielmann teológiaprofesszortól hittanórákat vett, illetve 1901. október 10-én hivatalosan is bejelentette: át szeretne keresztelkedni. A fuldai papnevelde kápolnájában megtartott ceremónián a helyi püspök és más fontos egyházfik mellett részt vett Habsburg–Toscanai Mária Lujza főhercegnő is, akinek férje, II. Károly ysenburg–büdingeni herceg szintén átkeresztelkedett a katolikus hitre.
A hercegnő átkeresztelkedése értelemszerűen heves ellenkezést váltott ki a mélyen protestáns porosz uralkodócsaládból. Mint az uralkodócsalád feje, II. Vilmos német császár már 1901. augusztus 7-én jelezte, hogy Anna hercegnő szándéka nem egyeztethető össze a család értékrendjével és figyelmeztette a hercegnőt, hogy ha ennek ellenére is átkeresztelkedik, többé nem tekinti a porosz királyi család tagjának. Miután a hessen–kasseli hercegné ennek ellenére is áttért, a porosz udvar megszakította vele a baráti viszonyt. 1918-ban, röviddel a hercegnő halála előtt mutatkozott csak enyhülés: a német császár személyesen látogatta meg idős nagynénjét, hogy kifejezze megbánását és békét kössön vele.
1902 áprilisában az özvegy őrgrófné Rómába is ellátogatott, hogy személyesen találkozzék XIII. Leó pápával. Római tartózkodása alatt megismerkedett a pápa akkori államtitkárával, a későbbi XV. Benedek pápával is. 1905-ben a hercegnő a ferences rend harmadrendű társa lett. Ez azt jelentette, hogy világi személyként nem kellett kolostorba vonulnia, saját ruháit hordhatta, ám a ferences rend szellemében, bizonyos előírásainak megfelelő életmódot folytatott. A hercegnő utolsó éveit Frankfurtban töltötte, ahol adományaiból a Szent Antal-templomot is felépítették.
Anna porosz hercegnő és hessen–kasseli címzetes őrgrófné 1918. június 12-én hunyt el nyolcvankét éves korában, a porosz uralkodócsalád legidősebb tagjaként. XV. Benedek pápa személyes jókívánságokat és áldását küldte a haldoklónak. A hercegnő temetési szertartását a Szent Antal-templomban tartották június 17-én, a gyászmisét a limburgi érsek celebrálta számos királyi előkelőség – például Vilma holland királynő – jelenlétében. A hercegnő maradványait végakaratának megfelelően a fuldai székesegyházban helyezték el Szent Anna oltára elé, a ferences rend öltözetében.

## Fordítás
- Ez a szócikk részben vagy egészben  a   Maria Anna von Preußen című német Wikipédia-szócikk ezen változatának fordításán alapul.  Az eredeti cikk szerkesztőit annak laptörténete sorolja fel. Ez a jelzés csupán a megfogalmazás eredetét és a szerzői jogokat jelzi, nem szolgál a cikkben szereplő információk forrásmegjelöléseként.
- Ez a szócikk részben vagy egészben  a   Princess Anna of Prussia című angol Wikipédia-szócikk ezen változatának fordításán alapul.  Az eredeti cikk szerkesztőit annak laptörténete sorolja fel. Ez a jelzés csupán a megfogalmazás eredetét és a szerzői jogokat jelzi, nem szolgál a cikkben szereplő információk forrásmegjelöléseként.